# HŽ serija 2133
HŽ serija 2133 (nadimak Švabica, ex-JŽ oznaka 734) serija je dizelsko-hidrauličnih lokomotiva Hrvatskih željeznica. Radi se o rabljenim manevarskim lokomotivama Njemačkih željeznica serije V 260 i V 261, koje su nabavljene 1986. godine kako bi se popunili vučni kapaciteti za manevarsku službu. Danas su povučene iz aktivne službe u Hrvatskim željeznicama.
Radi se o manevarskim lokomotivama s trima pogonskim osovinama vezanima motkama i hidrauličnim prijenosnikom snage. U lokomotive serije HŽ 2133 ugrađen je četverotaktni dizelski motor izvedbe V s dvama cilindrima u zajedničkom bloku. Prijenosnik snage smješten je na stražnjemu lokomotivskom dijelu u postolju sanduka i sastoji se od hidrauličnoga mjenjača okretnoga momenta, mjenjača voznoga režima i mjenjača voznoga smjera.

## Tehničke karakteristike
- Graditelj: Maschinen-Fabrik Kiel AG
- Godina izgradnje: 1955. – 1964.

Podserija 2133-000
- Osovinski raspored: C
- Instalirana snaga: 478kW
- Snaga lokomotive za vuču: 441 kW
- Najveća brzina: 30/60 km/h (manevarska/vozna)
- Dizelski motor: Maybach STO 6
- Vrsta prijenosa: hidraulični
- Ukupna masa lokomotive: 48 t
- Duljina preko odbojnika: 10450 mm

Podserija 2133-100
- Osovinski raspored: C
- Instalirana snaga: 511 kW
- Snaga lokomotive za vuču: 441 kW
- Najveća brzina: 30/60 km/h (manevarska/vozna)
- Dizelski motor: Maybach STO6A
- Vrsta prijenosa: hidraulični
- Ukupna masa lokomotive: 54 t
- Duljina preko odbojnika: 10450 mm